# Zenit (szőlőfajta)
A zenit magyar nemesítésű fehérborszőlő-fajta. 1951-ben nemesítette Király Ferenc az ezerjó és a bouvier keresztezésével létrehozva. Szinonim neve: Badacsony 7.

## Leírása
Fekvés és talaj iránt közepesen igényes, közepesen fagytűrő, rothadásra kevésbé hajlamos, viszonylag szárazságtűrő, kevés zöldmunkát igényel. Levele 5 karéjú nagyméretű, sötétzöld, hólyagos. Laza lombozatot nevel, erős növekedésű. Középérésű. Fürtje közepesen nagy (100 g), vállas, kissé laza, feketén pontozott.
Aszúsodásra hajlamos. Bora kellemes illatú, zamatokban gazdag harmonikus savakkal.
Előfordulása: Bükki, Balaton-felvidéki, Balaton-melléki, Egri, Etyek–Budai, Soproni borvidék.